# Paul Robeson
Pour les articles homonymes, voir Robeson.
Paul LeRoy Bustill Robeson (né à Princeton, New Jersey, le 9 avril 1898 – mort à Philadelphie, Pennsylvanie, le 23 janvier 1976) est un acteur, athlète, chanteur et militant des droits civiques afro-américain.

## Biographie

### Enfance, jeunesse, études
Le père de Paul Robeson, William Drew Robeson, s'est enfui à l'âge de quinze ans d'une plantation de Caroline du Nord où il était né esclave en 1844. Il entreprend des études et, diplômé de l'université Lincoln, une université historiquement noire, il devient pasteur de l'Église presbytérienne de Princeton de 1880 à 1901. Il est ensuite pasteur à Westfield, puis Somerville, dans le New Jersey. Il meurt en 1918.
Sa mère, Maria Louisa Bustill, est la descendante d'une famille de quakers métis (européenne, africaine et amérindienne) et libres de Pennsylvanie, activement abolitionniste. Elle périt dans un incendie, en 1904, alors que Paul n'a que 6 ans.
Très bon athlète, Paul Robeson a reçu de nombreuses récompenses sportives en football américain, baseball, basketball et course à pied. Après ses études secondaires à la Somerville High School (en) de Somerville dans le Massachusetts, il est admis à l'université Rutgers (New Jersey) où il obtient un Bachelor of Arts (licence), puis déménage à Harlem et intègre la faculté de Droit de l'université Columbia, à New York. En 1923 il exerce le métier d'avocat, carrière qu'il doit abandonner à cause du racisme dont il est victime. Plus tard, il fera des études à la School of Oriental and African Studies de Londres.

### Carrière
Paul Robeson devient un acteur et un chanteur célèbre grâce à sa voix de basse. Il obtient un très grand succès non seulement en Amérique mais aussi en Europe et en Afrique, au point que les autorités coloniales craignent son éventuelle influence sur les populations colonisées.
Dans les années 1920, il épouse Eslanda Cardoso Goode, « Essie », biologiste au Presbyterian Hospital de New York, avec laquelle il se rend en Angleterre où il commence sa carrière d’acteur. Entre 1925 et 1942, il va jouer dans onze films, principalement britanniques. Parmi ses plus grands succès figurent Song of Freedom, The Proud Valley, Show Boat, Les Mines du Roi Salomon. C’est à Londres qu’il commence également à étudier l’histoire et les cultures du continent africain, allant jusqu’à parler une vingtaine de langues africaines, dont une dizaine couramment. Il quitte l’Angleterre pendant la Seconde Guerre mondiale et regagne les États-Unis puis continue à parcourir le monde avec son épouse. Il est également approché par le réalisateur soviétique Sergueï Eisenstein qui souhaite réaliser un film sur la guerre d’indépendance d’Haïti et qui l'accueille à Moscou, mais le projet n'aboutira finalement pas.

### Engagement politique

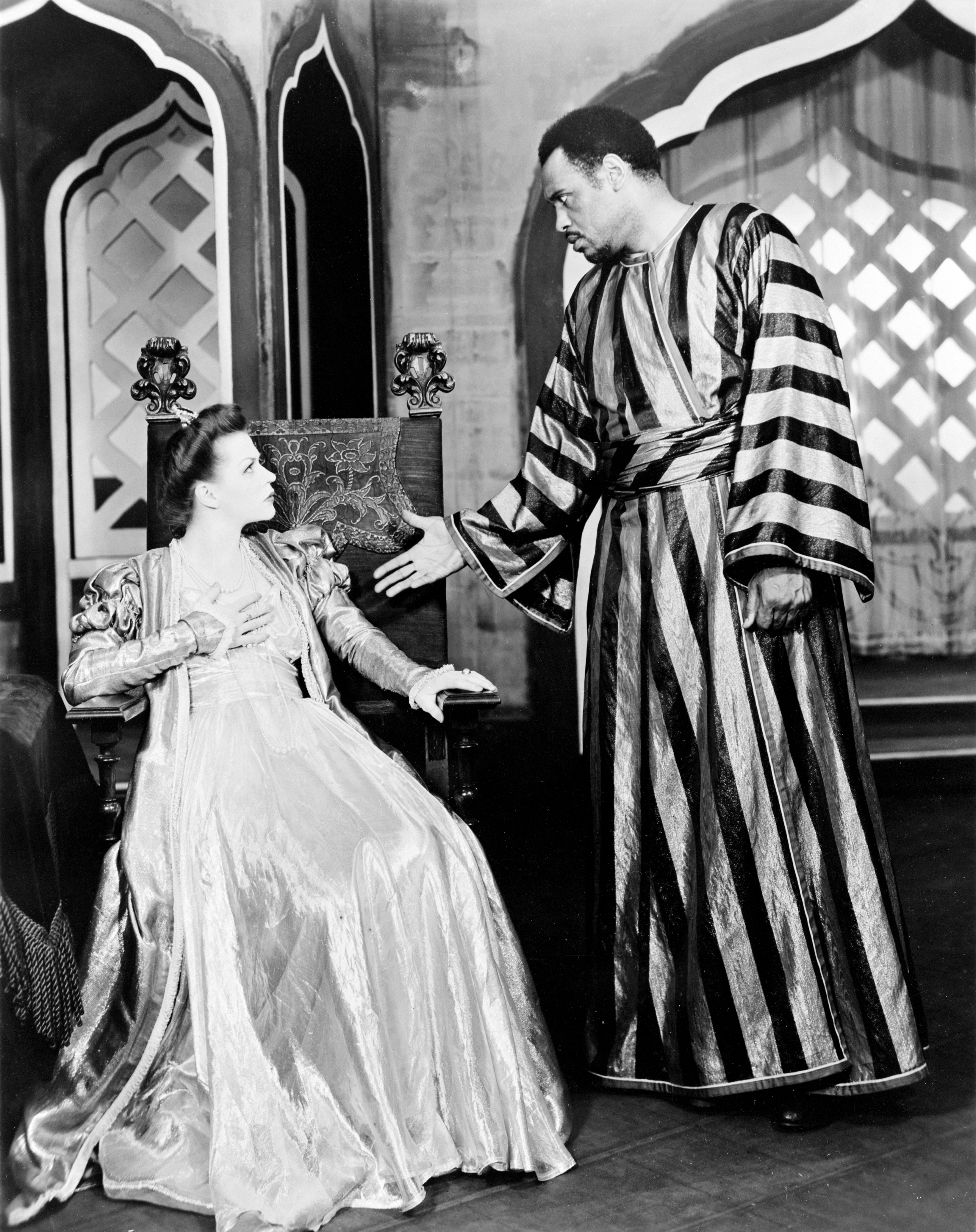
Uta Hagen et Paul Robeson dans Othello (Broadway, 1944).

Paul Robeson en 1938.

Durant ses nombreux voyages en Union Soviétique, Paul Robeson dénonce vigoureusement les conditions de vie des Afro-Américains aux États-Unis, en particulier dans les États du Sud ségrégationnistes, et dénonce le lynchage.
Le fait qu'il ait défendu dans certains de ses écrits et discours les politiques intérieures et extérieures de l'Union soviétique de Staline confirme ses sympathies envers le communisme. Il chante notamment une adaptation anglaise de l'hymne soviétique. En 1958, il vient fêter son anniversaire en URSS où une fête grandiose est donnée en son honneur.
Il est également célèbre en république populaire de Chine, pour avoir chanté l'hymne national chinois, La Marche des Volontaires, pendant la seconde guerre sino-japonaise.
Il devient une figure controversée dans les années 1950 et ses enregistrements et films sont de moins en moins diffusés aux États-Unis. En 1952, il reçoit le prix Staline. De 1950 à 1958, le département d'État Américain lui interdit de quitter le territoire national et lui confisque son passeport. Paul Robeson peut être ajouté au nombre des victimes du maccarthysme. Sa carrière d'avocat, aux États-Unis, est vouée à la défense des victimes de l'esclavage et à la dénonciation de l'apartheid en Afrique du Sud et de façon plus générale à la défense des opprimés.
Son épouse et lui obtiennent à nouveau leur passeport et repartent en tournée à l’étranger avant de revenir définitivement aux États-Unis en 1966, lorsque Eslanda meurt d’un cancer. Commence alors une période de déchéance pour Paul Robeson, qui va passer le restant de ses jours à Harlem, souvent hospitalisé, dans l’isolement et la pauvreté malgré les nombreux amis qui lui écrivent du monde entier.
Après deux infarctus, il meurt d’un arrêt cardiaque en janvier 1976, à l’âge de 77 ans.

### Chanteur populaire
Certains critiques, qui n'avaient aucun goût pour le parti communiste, savaient reconnaître ses grandes qualités humaines autant qu’artistiques. Les titres de ses chansons sont éloquents : Songs my Mother taught me, Lazy Bones, Mississippi, Drink to me only with Thine Eyes, Dat all, At Dawning (I love you), etc. Il chante des chansons populaires du monde entier, depuis les ballades irlandaises jusqu’au folklore des pays de l'Est et surtout, bien entendu, les standards afro-américains.

### Décès
Paul Robeson décède le 23 janvier 1976 des suites d'un arrêt cardiaque au Penn Presbyterian Medical Center (en) de Philadelphie.
Il repose au cimetière de Ferncliff dans l'État de New York.

## Prix, distinction et hommages
- 1945 : récipiendaire de la médaille Spingarn décernée par la National Association for the Advancement of Colored People[19].
- 1952 : lauréat du prix Staline de la paix (renommé en 1956 prix Lénine pour la paix) [20],[21].
- 1958 : cérémonie d'inscription de son étoile sur le Hollywood Walk of Fame, au 6660 Hollywood Boulevard[22].
- 1971 : création du Paul Robeson Award (en) par l'Actors' Equity Association (en)[23],[24].
- 1993 : inscription au Hall of Fame du club de football de Somerville[25].
- 1999 : création du Paul Robeson Institute for Ethics, Leadership, and Social Justice[26],[27].
- 2006 : la School of Oriental and African Studies de Londres baptise une de ses résidences pour étudiants Paul Robeson House[28].
- 2018 : le musée du Quai Branly - Jacques-Chirac organise une exposition consacrée à Paul Robeson[29].

## Discographie (sélective)
- 1958 : Live at Carnegie Hall (Vanguard)
- 1972 : Ol' Man River (EMI)
- 1987 : The Essential of Paul Robeson (Vanguard)
- 1991 : The Power And The Glory (Legacy/Columbia)
- 1993 : Ballad For Americans (Vanguard)
- 1994 : Big Fella (Mis)
- 1998 : Legendary Moscow Recital (Russian Revelation)
- 2010 : Goin'home (Mis)
- 2014 : The Very Best of Paul Robeson (Alto)
- 2019 : Live at the Royal Albert Hall and A.M.E. Zion Church New York (Big Buzz Productions)

La discographie complète de Paul Robeson est disponible sur le site de la section de la Computer Professionals for Social Responsibility (en) à Chicago.

## Filmographie
- 1925 : Body and Soul

Paul Robeson peint par Betsy Graves Reyneau, dans la collection de la National Archives and Records Administration.

- 1926 : Camille court métrage de Ralph Barton : Alexandre Dumas (fils)
- 1930 : Borderline
- 1933 : The Emperor Jones
- 1935 : Sanders of the River
- 1936 : Show Boat
- 1936 : Song of Freedom
- 1937 : Big Fella
- 1937 : Les Mines du roi Salomon
- 1937 : Jericho de Thornton Freeland (1937)
- 1940 :The Proud Valley (en)
- 1942 :Native Land
- 1942 : Six destins